# ラプンツェル (ディズニーキャラクター)
- 塔の上のラプンツェル > ラプンツェル (ディズニーキャラクター)
- ディズニープリンセス > ラプンツェル (ディズニーキャラクター)

ラプンツェル（Rapunzel）は、ウォルト・ディズニー・アニメーション・スタジオの映画『塔の上のラプンツェル』（2010年）に登場する架空のキャラクター。グリム兄弟の同名の童話を基にしており、ラプンツェルは若いプリンセスで、母親代わりのゴーテルによって自分の王族の血筋を知らされずに育てられる。ゴーテルはラプンツェルの髪の癒しの力を利用して若さを保つために、彼女を赤ん坊の時に誘拐した。ラプンツェルは隔離された塔で育つが、18歳の誕生日までに空に浮かぶ光を見る手助けを約束したお尋ね者の泥棒と共に逃げ出す。彼女の声は女優で歌手のマンディ・ムーアが担当している。
監督アニメーターのグレン・キーンによって作られ、アニメートされたラプンツェルは、塔の中に閉じ込められた受動的なヒロインからより積極的なキャラクターに適応された。声は元々クリスティン・チェノウェスやリース・ウィザースプーンが担当する予定だったが、プロジェクトを離れ、最終的にムーアに代わった。キーンは彼自身の娘の性格や興味、特に絵画を基にラプンツェルのキャラクターを作った。ラプンツェルの75フィートの長い髪をアニメートするために特別なソフトウェアが使用された。
ラプンツェルの批評家からの評価は概ね好意的で、彼女の元気で活発な性格や独立心が称賛されている。10人目のディズニープリンセスであるラプンツェルは、2011年10月2日に公式にラインアップに加わり、フランチャイズ初のコンピューターアニメーションのメンバーとなり、20年ぶりのヨーロッパのプリンセスとなった（最後は『美女と野獣』（1991年）のベル）。彼女の外見や性格は、先行するディズニープリンセスの一人である『リトル・マーメイド』（1989年）のアリエルと多く比較されており、彼女にインスパイアされている。

## 製作

### 製作
ディズニーのベテランアニメーター、グレン・キーンは、1996年にはすでにグリム兄弟の童話『ラプンツェル』を長編アニメ映画にする計画を立てていた。キーンは、誰かが「内に秘めた才能を持って生まれてきて、それを外に出さなければならない」というコンセプトに特に興味を引かれ、「ラプンツェル」のアニメ化に惹かれていた。それがウォルト・ディズニー・アニメーション・スタジオでの自分の経験に似ていると感じたからだ。2008年に心臓発作を起こした後、監督の座を降り、ネイサン・グレノとバイロン・ハワードに引き継がれたが、キーンはエグゼクティブプロデューサー兼ラプンツェルの監督アニメーターとして映画に深く関わり続けた。
「キャラクターを作るのは自分にとってとても個人的な旅なんだ。リアルだと信じられるキャラクターを作る喜びが、印象に残るキャラクターを作る核心にあるんだ。知っている人をインスピレーションに使うことが多い。とても親密で個人的なプロセスで、そのデザインを見つけるために何百枚、時には何千枚も描くことになる。最終的に紙の上のキャラクターを知っている誰かとして認識する瞬間があって、それは素晴らしい「これだ！」っていう瞬間なんだ。」 — ラプンツェルを作るプロセスについてのキーンのコメント
ウォルト・ディズニー自身も、スタジオ初の長編アニメ映画『白雪姫』（1937年）の公開直後に『ラプンツェル』のアニメ化を試みたが、物語の大半が一つの塔に限定されているため、話の展開が難しく、プロジェクトは棚上げされた。この問題を克服するために、脚本家たちは、ラプンツェルを塔から出す計画を考える必要があった。当初、この映画は『Rapunzel Unbraided』と呼ばれ、キーンはこれを「『シュレック』のようなバージョン」と説明し、全く異なる前提に基づいていた。元々ラプンツェル役にキャスティングされていた女優クリスティン・チェノウェスによると、開発段階ではラプンツェルのキャラクターがリスになる予定だったこともあった。しかし、キーンは最終的に、より誠実で本格的な物語の再話が映画にとって有益であると判断し、映画は完全に再構成された。
監督のグレノとハワードは、ラプンツェルが童話の描写よりも受動的でないことが重要だと考え、現代の観客を対象にしたロールモデルにしたかったと説明し、「この子が強い意志を持ち、物語を本当に動かすようにしたかったんです。何かを待っているだけじゃなくて…彼女は賢くて、夢や希望を持っていて、自分の人生で欲しいものを手に入れようとするんです」と語った。制作中、『塔の上のラプンツェル』はディズニー最後の「プリンセス映画」になるという噂や推測に包まれていたが、これが実現すれば、ラプンツェルが最後のディズニープリンセスになることを意味していた。スタジオは、『塔の上のラプンツェル』が「近い将来」の最後のプリンセス映画であることを確認し、これは観客の興味の変化や、大作フランチャイズが興行収入を支配していること、前年の『プリンセスと魔法のキス』（2009年）の商業的な不振、そしてディズニーが長年にわたって知られてきたおとぎ話のフォーミュラを超えたいという思いによるものだと説明している。

### キャスト
2004年、女優で歌手のクリスティン・チェノウェスが、キーンの監督下でまだ『Rapunzel Unbraided』と呼ばれていた頃のラプンツェルの声を担当することになった。一時期、ディズニーは女優リース・ウィザースプーンをキャスティングすることを検討していた。一部のメディアは、チェノウェスとウィザースプーンが役を共有すると報じたが、『ガーディアン』はウィザースプーンが「ラプンツェルの童話の世界に乱入する現代の女の子」の声を担当すると伝えた。また、ウィザースプーンは映画のエグゼクティブプロデューサーになる予定で、スタジオは彼女を説得するためにこの役職を提供していた。しかし、ウィザースプーンは脚本のクリエイティブな違いを理由にプロジェクトを降板し、「リースが最初に契約した映画ではなくなった」と主張した。ウィザースプーンの辞任後、ラプンツェルのキャスティングはしばらく未定のままで、すでに遅れていた映画の制作がさらに危ぶまれた。この間、キャラクターの声は俳優の代わりに「スタジオの友人たち」が一時的に提供していた。
監督たちはラプンツェルの声を見つけるために何百人もの若い女優のオーディションを続け、その中にはイディナ・メンゼルやクリスティン・ベルもいたが、どれもピンとこなかった。そんな中、マンディ・ムーアを発見した。長年のディズニーファンであるムーアは、当時この役が非常に人気があったため、オーディションに挑むことに一度はためらった。オーディションを受けると決めたムーアは、2回も挑戦した。映画がミュージカルであるため、オーディション参加者全員に自分の好きなシンガーソングライタースタイルの曲を披露するように求められた。ムーアはジョニ・ミッチェルの「Help Me」をカバーしてオーディションに臨んだ。ハワードによると、彼女の声には魂があり、「地に足がついた、隣の女の子のような品質があり、ディズニーヒロインに求められるすべてを兼ね備えている」とのことだ。ムーアはフリン・ライダー役のザッカリー・リーヴァイやゴーテル役のドナ・マーフィーとはほとんど一緒に仕事をすることはなく、マーフィーには一度も会わず、リーヴァイとはデュエット曲「輝く未来」を録音するために一度だけ会った。ムーアは「みんなでスタジオで仲良くして、笑ったり、一緒にディナーに行ったりすると思っていた」初めの期待とは違い、一人で作業することに驚いた。キャラクターがどう見えるのかほとんど知らされず、見せられたのは大まかな不完全なスケッチやストーリーボードだけだったため、彼女は自分の想像力と監督の助言に頼るしかなかった。
ムーアは一つのセリフを少なくとも4回は再録音し、その中から監督がベストバージョンを選んだ。完成した映画を初めて見たとき、ムーアは自分の演技に失望し、「甲高く聞こえる」と感じた。作曲家アラン・メンケンによると、ムーアの音楽的背景は「一緒に仕事をするのが楽しい」ものだった。ムーアはキャラクターの声で歌うことは自分の音楽を録音するのとは違って難しいと感じ、「マンディとして自分の好きなように歌うことは必ずしもできない。一定のガイドラインに従わなければならないから」と説明している。特に「When Will My Life Begin」を録音するのはスピードが速いため難しかったと言い、メンケンやラプンツェルというキャラクターに導かれて進められたことを挙げている。子役のディレイニー・ローズ・スタインは最終的に若いラプンツェル役にキャスティングされた。

### 個性とデザイン
「ラプンツェルのデザインでは大量の絵を描いて、彼女に非対称な感じを保ちたかったんだ。女性の美についての本を読んで、女性の顔の美しさの鍵は何かしらの奇妙さにあるって書いてあった。少しだけ違和感のある何かが必要で、それは鼻かもしれないし、唇かもしれない、歯かもしれないし、片方の目がもう一方より少し高いとか、何かね。ラプンツェルの歯や話し方にも、少し不揃いなところがあるんだけど、そういうのも彼女がよりリアルで、真実味があって、魅力的になるようにデザインされたんだ。」 — ラプンツェルのデザインと「女性の美」のコンセプトについてのキーンのコメント
エグゼクティブプロデューサーのジョン・ラセターは、ラプンツェルの性格を作り上げる際の主な課題の一つが、18年間塔から出たことがないという設定にもかかわらず、「賢くて、聡明で、教育を受けていて、健康で、楽しい人間」として感じさせることだったと説明している。『ニューヨーク・タイムズ』のブルックス・バーンズによると、ラプンツェルの性格は従来のディズニーヒロインとは大きく異なっている。ムーアは、ラプンツェルは自立したキャラクターで、「自分で自分の面倒を見られる」ことに加え、自分がプリンセスであることを知らないという点で、典型的なディズニープリンセスとは異なると考えている。また、ムーアはラプンツェルを「ボヘミアンなディズニープリンセス」や「ルネサンスの女性」と表現している。
キーンはディズニーのベテランアニメーターであるオリー・ジョンストン（ディズニーのナイン・オールドメンの一人）の指導の下でラプンツェルをデザインした。ジョンストンはキーンの初期の鉛筆テストを見た後、キャラクターが何をしているかだけでなく、ラプンツェルが何を考えているかを捉えるように助言した。キーンはこの助言を「忘れられない一撃」として受け取り、人の作品を描き直す際にはキャラクターの思考に本当に入り込むようにした。ハワードはディズニーの『リトル・マーメイド』（1989年）のアリエルにインスピレーションを受けた。アリエルもキーンがアニメーションを担当したキャラクターである。ハワードは、「アリエルは初めて目に魂があると思ったキャラクター」であり、ラプンツェルでも「人々が共感できる魂と深みを見つけたかった」と説明している。一方、キーンはアリエルとラプンツェルが「抑えきれない」精神を共有しており、夢を追い求めるのを妨げる障害に直面していると述べている。キーンは、女性の美についての本を読んでインスピレーションを受けた。その本では「美の鍵は奇妙さ...女性の顔にある」と述べられていた。このことを考慮しながら、キーンはラプンツェルを描く際に非対称性を保ち、彼女の顔にいくつかの微妙な不完全さ、特に出っ歯を取り入れた。また、ラプンツェルにはそばかすが描かれており、これはディズニープリンセスとして初めての特徴だった。キーンはラプンツェルの「抑えきれない特質」を伝えるために大きな目をデザインし、その特質はムーアの声にも見られた。ラプンツェルは裸足で描かれており、ムーアもセリフを録音する際には裸足だった。ムーアはキャラクターと自分自身の間にいくつかの身体的な類似点を見つけたものの、ラプンツェルの外見はムーアがプロジェクトに参加する前に制作されていたため、類似点は「偶然の一致」として片付けている。
キーンはキャラクターを家族のメンバーに基づいて作ることで知られており、ラプンツェルの芸術や絵画への情熱は娘のクレアからインスピレーションを受けた。クレアのオリジナルの絵や絵画がラプンツェルの塔を飾るのに使われている。キーンが「塔の上のラプンツェル」に取り組んでいる間に、クレアはキーンの最初の孫であるマティスを出産し、その外見が赤ん坊のラプンツェルのインスピレーションとなった。

#### 髪
「髪の毛...これが映画の最大の課題の一つだったんだ。ラプンツェルの髪は彼女の切り札で、傷を癒し、移動手段になり、彼女を捕らえる者にとっての賞品になるから、スクリーン上で本物のように見えなければならなかった。これを作るために、監督によれば、アニメーターたちはスパゲッティのように見える一連のチューブを作った。『約1,000本のチューブ、実際の髪の毛にすると10万本くらいだね。アーティストたちはそのチューブから全体的な動きを得ることができたんだ。』 — シオックスシティ・ジャーナル、ハワードとグレノへのインタビューより
ラプンツェルは『眠れる森の美女』（1959）のオーロラ以来、初のブロンドのディズニーアニメヒロインだった。ラプンツェルの髪をコンピューター生成画像でアニメーション化することは、『塔の上のラプンツェル』の製作過程で最も困難な点とされている。『ロサンゼルス・タイムズ』によると、監督アニメーターのグレン・キーンは1989年以降、ディズニーアニメーションスタジオの「最も素晴らしい髪のヒット作」をアニメーション化してきたことでよく知られている。これには『リトル・マーメイド』のアリエル、『美女と野獣』（1991）のビースト、『ポカホンタス』（1995）のポカホンタスが含まれる。キーンは技術チームに、髪を技術的な問題として扱わないようにアドバイスし、髪は「これまでの映画ですべて、キャラクターの問題の外的な表現を意味している」と伝えた。彼は、ラプンツェルの髪が彼女の巨大な未発見の可能性を象徴していると説明した。キーンとハワードはラプンツェルの髪について同様の意見を持ち、キーンは「彼女がこの才能を持っていることを常に思い出させるものだ」と表現している。監督のハワードとグレノは、アニメーターにラプンツェルの髪の外見の参考にするために、多くの実写素材と参考資料を提供した。これには、スタジオ内で交代でかぶりながら動き回るために、野球帽に長い糸を取り付けることが含まれている。また、数年間髪を切っていない女性を募集し、実際のモデルとして使用した。
シニアソフトウェアエンジニアのケリー・ワード博士は、ノースカロライナ大学出身のヘアシミュレーション専攻で、70から75フィートの髪をアニメーション化するための特別なソフトウェアの開発を担当した。ワードは、実際にはキャラクターの髪が約60ポンドの重さになると明かしており、「実際の人間が映画のラプンツェルのように軽々と動かせる重さではない」と述べている。簡単にするために、アニメーターは人間の頭にある典型的な10万本の髪の毛を、ラプンツェルではより扱いやすい100本に減らした。ラプンツェルの髪のユニークでリアルな金髪の色合いを得ることも、アニメーターにとっては難題だった。

## 出演

### 映画とテレビ

#### 塔の上のラプンツェル（2010年）
ラプンツェルは、『塔の上のラプンツェル』で、王妃に生まれた幼いプリンセスとして初登場する。妊娠中に病気だった王妃が魔法の花を食べたことで、その癒しの力を受け継いだラプンツェルは、生まれた翌日に虚栄心の強い老女ゴーテルに誘拐される。ゴーテルは彼女の髪を使って若さと美しさを保っている。ゴーテルはラプンツェルを隔離された塔の中で育て、ラプンツェルは塔から数千の浮かぶランタンが放たれるのを見るが、これが実際には王国が彼女を思い出すための方法だとは知らない。18歳の誕生日が近づくと、ラプンツェルは塔を出てランタンを見たいという思いが強くなり、指名手配中の泥棒フリン・ライダーを脅して母の留守中に連れて行かせる。しかし、ゴーテルはすぐにラプンツェルの反抗を知り、フリンを無力化するために泥棒の二人組を雇う。
ラプンツェルとフリンは最終的にランタンの儀式に間に合うように王国に到着する。その後すぐに、フリンはかつての共犯者スタビントン兄弟に待ち伏せされ、警察に引き渡される。フリンは王の兵士から逃れるために彼らを見捨てたため、死刑を宣告される。しかし、スタビントン兄弟がラプンツェルを傷つける前に、ゴーテルが彼らを気絶させ、傷心のラプンツェルを塔に連れ戻す。
自分の寝室に戻ったラプンツェルは、突然自分の本当の身元を思い出し、ゴーテルに反抗する。しかし、ラプンツェルを失いたくないゴーテルは彼女を捕らえる。フリンが脱出してラプンツェルを救うために塔に到着すると、ゴーテルは彼を刺す。フリンを救うために、ラプンツェルはゴーテルの望むことを何でもすると約束する。ゴーテルはそれに応じるが、ラプンツェルが彼を治癒する直前に、フリンは鏡の破片で彼女の髪を短く切り、髪は茶色になりすべての魔法の力を失い、その結果ゴーテルは死ぬ。フリンはラプンツェルの腕の中で息絶えるが、ラプンツェルの涙を通して花の魔法が現れ、フリンは生き返る。フリンはラプンツェルを宮殿に連れて戻り、彼女はついに両親と再会する。
映画の最後で、フリンは自分の本名ユージーン・フィッツハーバートを受け入れ、ラプンツェルにプロポーズしたことを明かす。

#### ラプンツェルのウェディング（2012年）
この6分間の短編映画では、王国全体がラプンツェルとユージーンの結婚式の準備をしている。多くのゲストが出席しており、ラプンツェルの生みの親である国王と王妃、パブの乱暴者たち、スタビントン兄弟も含まれている。また、カメレオンのパスカルと馬のマキシマスがそれぞれ花の少年とリングベアラーの役を務めている。茶髪になったラプンツェルが父親に付き添われてユージーンと結ばれるために通路を歩んでいるとき、枕に乗せた結婚指輪を口にくわえているマキシマスが、パスカルの花びらに反応してくしゃみをし、指輪が通路から街中へ飛び出してしまう。
指輪を取り戻すために、パスカルとマキシマスはラプンツェルとユージーンが結婚の誓いをしている間にチャペルを抜け出す。王国中を追いかけ回し、いくつもの障害に遭遇しながらも、飛んでいる鳩の群れから指輪を回収し、その過程でタール工場に突っ込んでしまう。パスカルとマキシマスは、司祭が指輪を求める直前にチャペルに戻る。彼らのタールまみれの姿に驚きながらも、ラプンツェルとユージーンは指輪を交換し、キスを交わす。前の奮闘で疲れ果てたマキシマスは座り込み、その際に結婚ケーキをつついてしまい、ケーキが車輪の上で通路を転がっていく。

#### アナと雪の女王（2013年）
ラプンツェルとユージーンは、エルサの戴冠式の日にカメオ出演している。アナが「生まれてはじめて」を歌いながら走り出すと、ラプンツェルが前門の開門時に登場するシーンがある。

#### ちいさなプリンセス ソフィア／プリンセス アイビーののろい（2014年）
アヴァローのアミュレットに呼ばれたラプンツェルは、70フィートの長い金髪を使って、ソフィア王女とアンバー王女を裂け目から救い出す。ドラゴンの一匹に乗ってエンチャンシアに戻ると、彼女は歌「Risk It All」の形でアンバーにソフィアへの行動の結果について教え、ユージーンのことにも触れる。そして最後にアンバーに「本当に妹を愛しているなら、時が来たら何をすべきか分かるはず」とアドバイスをしてコロナに戻る。マンディ・ムーアも映画から役を再演している。

#### ラプンツェル あたらしい冒険（2017年）
ラプンツェルは、『塔の上のラプンツェル』の出来事から6か月後、コロナのプリンセスとして新しい生活に慣れようとしている。彼女の戴冠式は数日後に予定されている。父親はもう二度と娘を失わないようにと、彼女の自由を制限している。このストレスの最中、王室の宴会の夜にユージーンが公にラプンツェルにプロポーズするが、彼女はそれを断る。結婚後に宮殿に留まるかどうかまだ分からないし、まず自分の人生を整理する必要があると感じているからだ。その夜、ラプンツェルは侍女のカサンドラに王国から連れ出され、問題から気を紛らわすことができる。カサンドラが彼女に、母と自分を救った神秘的な金の花が見つかった場所を見せると、ラプンツェルが約1年前から芽を出し始めた神秘的な岩のトゲに触れ、70フィートの長い金髪が再び成長し、新たな能力を持つようになる。物語は彼女の戴冠式の日に、王国の既知の敵に直面し、父親の同意なしにコロナの壁を離れることを禁じられるところから続く。寝室で、ラプンツェルは自分の冒険で日記を埋め、髪が奇跡的に戻った謎を解明しようと決心する。

#### ラプンツェル ザ・シリーズ（2017年 - 2020年）
ラプンツェルはアニメのテレビシリーズに登場する。第1シーズンのほとんどは、新しい髪の謎と数週間前に発見した神秘的な岩のトゲとの関係を解明することに焦点が当てられている。彼女は侍女のカサンドラ（後にゴーテルの娘であることが判明する）や若い科学者のヴァリアンの助けを借りてそれに取り組む。また、彼女はコロナの良いプリンセスや未来の女王になる方法を一生懸命に学ぼうとするが、その純真でだまされやすい性格のせいでしばしばトラブルに巻き込まれる。

#### シュガー・ラッシュ:オンライン（2018年）
ラプンツェルは他のディズニープリンセスと一緒に映画『シュガー・ラッシュ:オンライン』に登場し、これは2017年のD23 Expoで発表された。

#### LEGO ディズニープリンセス:お城の冒険（2023年）
ラプンツェルは、2023年8月18日にDisney+で公開されたレゴのアニメスペシャル『LEGO ディズニープリンセス:お城の冒険』で主要キャラクターの一人として登場する。

#### ワンス・アポン・ア・スタジオ -100年の思い出-（2023年）
ラプンツェルは短編映画『ワンス・アポン・ア・スタジオ -100年の思い出-』に登場する。彼女はミッキーマウスがクララベル・カウを催眠術から救うのを助け、フライパンでカーをノックアウトする。そして、グループ写真ではユージーンの隣に立っている。

### 商品
「ラプンツェルはカメレオンの友達パスカルと一緒に塔の中で大半の時間を過ごし、外の世界を想像している。フリン・ライダーに出会ったとき、彼女は夢を叶えるために二人で冒険に出かける。」 — 公式ディズニープリンセスサイトのラプンツェルのセクションから抜粋された『塔の上のラプンツェル』での彼女の役割の要約。
ラプンツェルは、主に若い女の子を対象にしたマーケティングフランチャイズ「ディズニープリンセス」ラインアップの10番目のメンバーであり、このフランチャイズはおもちゃ、ビデオや音声録音、衣料品、ビデオゲームなどの製品を製造・販売している。ウォルト・ディズニー・カンパニーは戴冠式を通じてディズニープリンセスラインアップにキャラクターを導入する。ラプンツェルの戴冠式は2011年10月2日にイギリスのロンドンにあるケンジントン宮殿で行われ、キャラクターはフランチャイズ初のコンピューターアニメーションによるプリンセスとなった。しかし、フランチャイズの多くの商品の中では、伝統的なアニメーションによるラプンツェルが使われている。戴冠式の後、ラプンツェルは公式ディズニープリンセスウェブサイトで専用ページを持つようになった。
ディズニー・コンシュマー・プロダクツは、ラプンツェルをフィーチャーした『塔の上のラプンツェル』に基づくいくつかの製品を発売している。キャラクターの姿はさまざまな人形製品にも取り入れられている。ラプンツェルは、ディズニーアニメーターズコレクションの一環として作成・発売された最初のキャラクターで、このシリーズは11人のディズニープリンセスを幼児として描いた人形である。彼女は、オリジナル映画でラプンツェルの監督アニメーターを務めたグレン・キーンによってデザインされた。

#### ビデオゲーム
ラプンツェルは映画に基づいた冒険テーマのインタラクティブなビデオゲーム『Tangled: The Video Game』でプレイヤーキャラクターとして登場する。このゲームはディズニー・インタラクティブ・スタジオによって2010年11月23日に発売され、映画の劇場公開前日の11月24日よりも一日早くリリースされた。対応プラットフォームは任天堂のWiiとニンテンドーDSで、オリジナル映画のプロットに従っている。声優のマンディ・ムーアはビデオゲームでもラプンツェル役を再演している。
別バージョンのラプンツェルはビデオゲーム『Disney ミラー・ウォリアーズ』でもプレイヤーキャラクターとして登場する。

#### 書籍
ラプンツェルは、セリーナ・ヴァレンティノ著のディズニーヴィランズシリーズ第5作『ディズニー みんなが知らない塔の上のラプンツェル　ゴーテル　ママはいちばんの味方（Mother Knows Best: A Tale of the Old Witch）』に登場する。彼女は赤ん坊の時にゴーテルに連れ去られるが、ゴーテルに育てられるのではなく、家政婦のミセス・ティドルボトムと乳母のミセス・ラブレースに育てられる。8歳の誕生日に、オッド・シスターズが現れて、ゴーテルがラプンツェルの髪を使って自分の姉妹を蘇らせようとするのを手伝う。ミセス・ラブレースがそれを発見すると、儀式は中断される。ラプンツェルは眠りにつかされ、10年間塔の中で眠り続ける。オッド・シスターズの呪いが解けると彼女は目を覚まし、その後の出来事は映画と同じ道筋をたどり、フリンと出会い冒険に出かける。フリンが刺されて彼女の髪を切った後に死ぬと、サーシーがラプンツェルの涙を使ってフリンを蘇らせる。その後、二人は結婚し、サーシーと白雪姫が結婚式に出席する。

### テーマパーク

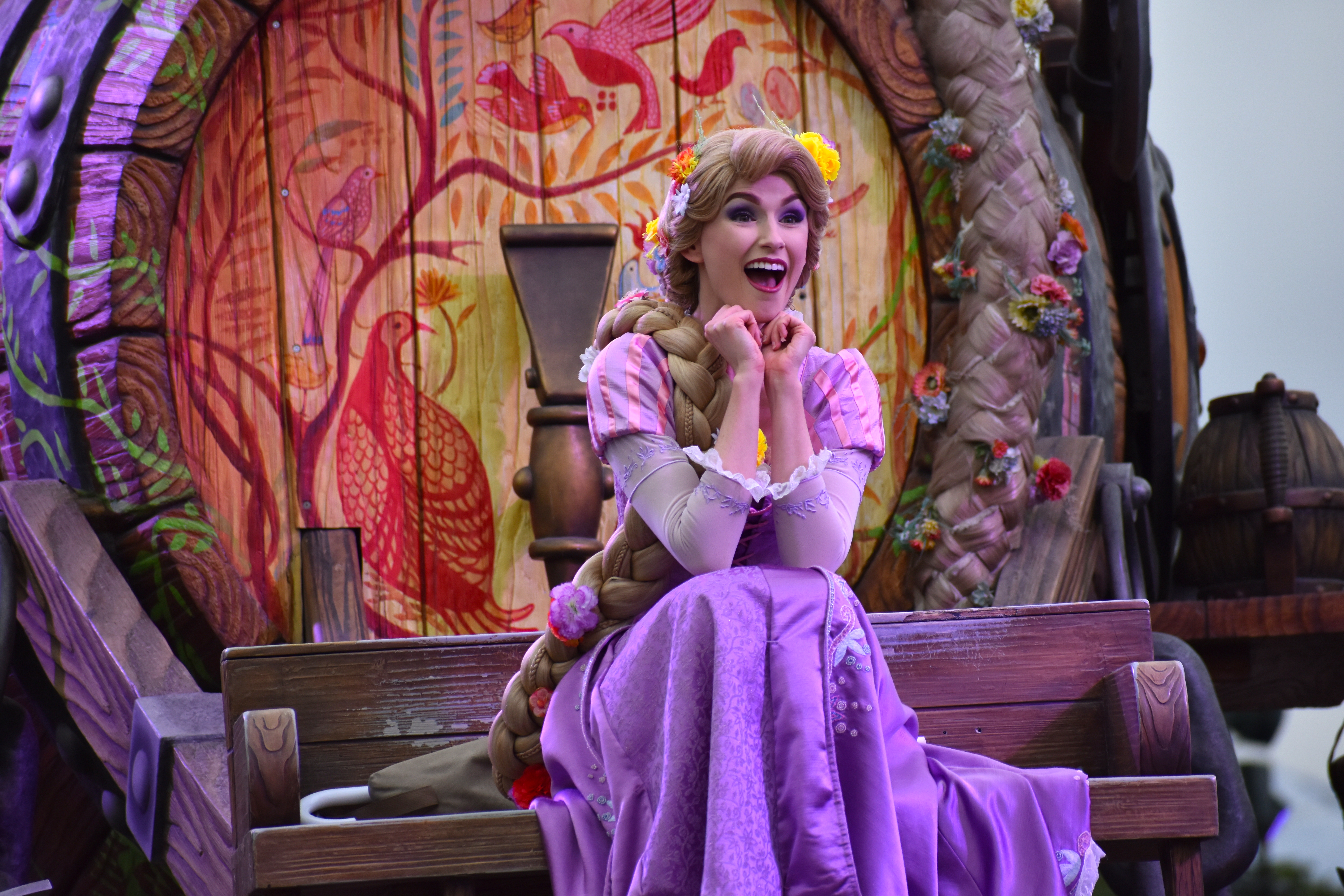
上海ディズニーランドに登場したラプンツェル（2019年）

ラプンツェルは現在、さまざまなウォルト・ディズニー・パークス・アンド・リゾーツの施設や場所、アトラクションに定期的に登場している。映画の劇場公開に先立ち、カリフォルニア州とフロリダ州のさまざまなディズニーパークに『塔の上のラプンツェル』をテーマにしたアトラクションが建設された。これには、ファンタジーランドにあるラプンツェルの塔の実物大のレプリカが含まれる。
2007年からウォルト・ディズニー・パークス・アンド・リゾーツのために撮影されている、写真家アニー・リーボヴィッツの「ディズニー・ドリーム・ポートレート」シリーズの一環として、ウォルト・ディズニー・カンパニーはアメリカのカントリーシンガーソングライター、テイラー・スウィフトをラプンツェルのモデルとして起用した。『USウィークリー』はこの作品について詳しく説明し、「『冒険の世界が待っている』というキャプションのついた見事な画像は、23歳のグラミー賞受賞者が苔むした石の塔の窓の縁に座っている様子を描いている。紫のガウンの下からピンクのペチコートが覗き、長い金色の髪が風にたなびく中、彼女は物思いにふけって遠くを見つめている」と書いた。スウィフトは「On the Red Carpet」に対して光栄だと語った。

## 評価

### 批判的な反応
批評家たちは一般的にラプンツェルに対して好意的な意見を持っていた。『セントポール・パイオニア・プレス』のクリス・ヒューイットは彼女を「救助を待つだけのお姫様ではない」と表現し、Boxofficeのサラ・ビズカロンは彼女を「厳重に守られたプリンセスの基準に潜入できる元気なヒロイン」と評した。『ザ・スター・レッジャー』のスティーブン・ウィッティはラプンツェルを「かなり有能な若い女性」と呼んだ。『ザ・ニューヨーカー』のブルース・ディオネスはラプンツェルについて「鋭い機知と知的な関心を持っている」と書き、『USAトゥデイ』のクラウディア・プイグは「ラプンツェルはティーンエイジャーらしい大げさな感情表現が信じられる」と述べた。『オースティン・クロニクル』のマージョリー・バウムガーテンはラプンツェルを「楽しさ」であり、「自分自身を守ることができる元気な女の子」と評した。コモン・センス・メディアのサンディ・アンギュロ・チェンは、ラプンツェルを「純真で、強く、美しい」キャラクターとし、「希望が失われたと思ったときに一緒に涙を流さずにはいられないほど息をのむほど素晴らしい」と書いた。『ミルウォーキー・ジャーナル・センティネル』のキャシー・ジャキシックはラプンツェルを「自立心が強く、自分で自分を救うことができるヒロイン」と表現した。『ザ・スコッツマン』は「映画はラプンツェルをおどおどしたお姫様に変えたりはしない」とコメントした。『エンパイア』のヘレン・オハラは、ラプンツェルを「無邪気だが（必然的に）元気な」と表現し、ラプンツェルとフリンの両方に「まともなキャラクター開発」が与えられ、「一目惚れ以上のものに基づいて成長するラブストーリー」を楽しんだ。同様に、『マウンテン・エクスプレス』はラプンツェルとフリンの関係を称賛し、「二人の主役のやり取りが一番うまくいっている...これらのアニメキャラクターは、正直に言って『ラブ & ドラッグ』に登場する人間キャラクターよりも信じられ、魅力的だ」と書いた。『クリスチャニティ・トゥディ』のトッド・ハーツはラプンツェルを「楽しく、ダイナミックで、素晴らしい」と評した。2022年、『ゴールド・ダービー』のマシュー・スチュワートとポール・シーハンはラプンツェルを3番目に優れたディズニープリンセスにランキングし、「ラプンツェルの短いがイベントフルな旅は、純真な子供から啓発された若い大人に変わる過程を目撃することが魅力的だ。『塔の上のラプンツェル』の背後にいるクリエイティブたちは、一面的な童話のキャラクター（文章上では彼女の偽母に負けている）を、応援する価値のあるダイナミックなヒロインに仕立てたことに称賛を送るべきだ」と述べている。

ジム・シェンブリは、非常に詳細で肯定的なレビューをラプンツェルに対して書いた。
もちろん、この物語の中心はラプンツェルだ。彼女は囚われの身から強い意志を持つ自分の運命を探求する者へと変貌する、新たなヒロインだ。最近では、金髪の女性は型にはまったロマンティック・コメディの流れの中で、愚かで頭の空っぽなキャラクターとして描かれることが多かった。しかし、ラプンツェルの率直な態度と積極的な姿勢は、昔の金髪の女性が侮れない存在であったことを思い出させる。『塔の上のラプンツェル』で再想像されたラプンツェルは、権威に逆らい、男性の自尊心を打ち砕き、自分の道を切り開く。彼女は子供たちにとって素晴らしいロールモデルであるだけでなく、メイ・ウエストが誇りに思ったであろう勇敢で独立心を持ち、付加価値のある金髪女性だ。 — 『ジ・エイジ』ジム・シェンブリ
このキャラクターには批判もあった。『タイム』のリチャード・コリスは映画を十分に楽しんだが、フリン・ライダーに重点が置かれすぎてラプンツェルに十分な焦点が当てられていないと感じた。コリスはディズニーのアニメヒロインの未来について、「60年間...女の子は成長し、逆境を乗り越え、一般的に強くなることが期待される中心的なキャラクターだった」と書き、さまざまな映画スタジオが「女性中心の物語を廃止している」と非難した。『バラエティ』のジャスティン・チャンはラプンツェルを「無味乾燥でプラスチックのような」ヒロインと評し、彼女をバービー人形に例えた。同様に、『タイムアウト』のトム・ハドルストンもラプンツェルを「無味乾燥」と表現した。『リールビューズ』のジェームズ・ベラーディネリは、「魅力的でエネルギッシュではあるが、ラプンツェルは白雪姫、アリエル、ベルほど記憶に残らない」と書き、評価はやや混ざっていた。『タイムアウト』のキース・アーリッチは、ラプンツェルを「合成的」と表現し、「成長して大人になっていく女の子を見ているというより、人口統計調査に基づいた態度の選集を見ているような感じだ」と書いた。『インデペンデント』のアンソニー・クインはラプンツェルを「無味乾燥でバレーガールっぽい」と批判した。『セントルイス・ポスト・ディスパッチ』のジョー・ウィリアムズは「大きな目のヒロインが私たちの心を動かそうとし、フリンがプリンス・チャーミングに変わると、あまりにもおなじみのヒーローと乙女のモチーフがファッションの失敗のように感じる」と意見を述べた。同様に、『サウスタウンスター』のジェイク・コイルは「ラプンツェルとフリンはどちらもバービーとケンに似すぎており、表面的にも感情的にも個性に欠けている」と書いた。ムービーズ.comのジェン・ヤマトは、ディズニーが「ラプンツェルに背骨を与えず、あまりにもおなじみの地を踏みしめるため、10分間眠っても何が起こったのか正確に分かる」と批判した。
10番目のディズニープリンセスとして、ラプンツェルは先行するディズニープリンセスやアニメヒロインたちと比較されることが多く、特に頻繁に比較されるのは『リトル・マーメイド』（1989）のアリエルである。『デイリーニューズ』のジョー・ノイマイヤーは、ラプンツェルの独立性を『美女と野獣』（1991）のベルと比較し、「徹底的に現代的なラプンツェルは、ほとんどの救出を自分で行う」と書いた。『トータルフィルム』のジョナサン・クロッカーはラプンツェルとアリエルの類似点に言及し、ラプンツェルを「外の世界を見たいと強く願う意志の強いヒロイン」と表現した。『タイムズ・ピカユーン』のマイク・スコットは、ラプンツェルの無邪気さについて「エイミー・アダムスが演じる『魔法にかけられて』のジゼルを思わせる」とコメントした。LoveFilmのトム・チャリティは、ラプンツェルの独立性についてコメントし、ラプンツェルの元気な性格を『リトル・マーメイド』（1989）のアリエルと『ムーラン』（1998）のタイトルキャラクターに例えた。チャリティはまた、ラプンツェルを「最近のディズニーの解放されたヒロインの伝統への新たな追加」と呼んだ。

### 称賛と評価
CNNのステファニー・ゴールドバーグは、自身の記事「『メリダとおそろしの森』のメリダと他のアニメヒロインたち」にラプンツェルを含めている。このリストは、ディズニーの最も勇敢で独立したヒロインたちを称えるものである。ゴールドバーグは冗談交じりに「だから何？ラプンツェルがフライパンで自分を守り、長くて魔法の髪で囚人を捕らえるって？」と書いた。Nerveのソニア・サライヤは、記事「ランキング：最もフェミニストなディズニープリンセス」でラプンツェルを4位にランク付けした。サライヤは、ラプンツェルの元気な性格を、先行するディズニープリンセスであるアリエルや『アラジン』（1992）のジャスミンと比較し、「彼女の純真さが時折彼女の進歩主義の妨げになるにもかかわらず、ラプンツェルはすごい」と述べた。サライヤは続けて、「ラプンツェルは自分の境遇の不公平さを認識し、それを打破する方法を見つけ、実際には誘拐犯である『母親』を出し抜いて外の世界に冒険に出る」と書いた。フィーメール・ネットワークのタラ・デイリットは、記事「30人の強くて楽しい女性キャラクター」にラプンツェルを含め、「彼女は元の童話のカウンターパートとは異なり、未知の運命を待って塔に閉じ込められた無力な乙女ではなく、戦いで自分を守ることができる強い女性だ」と述べた。
映画では、ラプンツェルはフリン・ライダーとのデュエットで「輝く未来」を歌う。この曲は2011年の第83回アカデミー賞でアカデミー歌曲賞にノミネートされた。声優のマンディ・ムーアは、映画でフリンの声を担当した共演者のザッカリー・リーヴァイと共に、授賞式でこの曲をライブで披露した。また、この曲は2012年の第54回グラミー賞でビジュアルメディア楽曲賞を受賞した。